# Ingenio et arti
Ingenio et arti (fra latin: For ånd og kunst) er en dansk fortjenstmedalje, som den danske regent kan tildele fremtrædende danske og udenlandske videnskabsmænd og kunstnere. Hædersprisen er indstiftet af Christian VIII i 1841 og kunne ved indstiftelsen tildeles kvinder og mænd. Den var dermed en undtagelse fra alle danske ordener og hædersbevisninger som Dannebrogordenen og Elefantordenen, der var forbeholdt mænd.
Regenten bestemmer, hvem der skal modtage hæderen, hvilket giver en uregelmæssig uddelingspraksis. Medaljens forside bærer regentens portræt. Den bærer regentens latiniserede navne navn og p.t. Regina Daniæ (latin: Danmarks dronning) samt medaljørens signatur.
På bagsiden ses en vinget figur tegnet af billedhuggeren Bertel Thorvaldsen, modtagerens navn og Ingenio et arti.
Medaljen inspirerede i 1852 den svenske kronprins Carl (XV) til at etablere en tilsvarende medalje, Litteris et artibus.

## Historie
Kong Christian VIII skriver til sin finansminister 25. oktober 1841, at denne skulle lade "udpræge 10 Exemplarer i Guld og 20 Exemplarer i Sølv af Medaillen til Videnskabsmænd og Konstnere med Indskrift: Ingenio et arti; hvorefter Regning paa de dermed forbundne Omkostninger bliver at indsende til Vort Partikulairkammer". Der blev bestilt yderligere 7 medaljer af guld i december 1845. Kun 10 af modtagerne er dog identificeret, eller også er ikke alle de første eksemplarer af medaljen blevet uddelt.
Solodanserinden Elna Jørgen-Jensen, der havde modtaget medaljen i 1922, blev i 1946 som den første og hidtil eneste frataget medaljen ved kgl. resolution af 29. november på grund af sit medlemskab af DNSAP og fængselstraf idømt under retsopgøret efter besættelsen.

## Modtagere

### Under Kong Christian VIII (1839-1848)
- 1841, 1. december: Charles-Henri Ternaux-Compans (1807-1864), fransk forfatter
- 1841, 2. december: Auguste Jal (1795-1873), fransk søofficer og forfatter
- 1841, 3. december: Hippolyte Gaucheraud (?-1874), fransk historiker
- 1841, 4. december: Jean Jacques Altmeyer (1804-1877), belgisk historiker
- 1841, 5. december: Rudolph Christian Böttger (1806-1881), tysk fysiker
- 1841, [ukendt dato]: J.P. Møller (1783-1854), maler, konservator[2]
- 1842, 7. juli: Alexis de Saint-Priest (1805-1851), fransk diplomat og historiker[3]
- 1846, 4. februar: Karl Ludwig Hencke (1793-1866), tysk astronom
- 1846, 21. april: P.W. Lund (1801-1880), naturforsker
- 1846, 31. december: Johann Gottfried Galle (1812-1910), tysk astronom

### Under Kong Frederik VII (1848-1863)
- 1857, 9. februar: Edward Young (1823-1882), østrig-ungarsk maler
- 1857, 31. august: Christian Høegh-Guldberg (1802-1879), kunstfyrværker
- 1857, 9. december: Christopher Budde-Lund (1807-1861), officer
- 1858, 31. januar: Frederik baron Rosenkrantz (1822-1905), officer
- 1858, 1. februar: Carl Georg Enslen (1792-1866), østrigsk billedkunstner
- 1858, 24. april: Benjamin Leja (1797-1870), svensk hofoptiker
- 1859, 15. februar: Bernhard Carl Levy (1817-1863), fransk kemiker
- 1860, 22. november: Maria Bojesen (1807-1898), forfatterinde
- 1861, 8. februar: Jacob Kornerup (1825-1913), arkitekturmaler
- 1861, 6. april: Carl Johan Anker (1835-1903), norsk officer og forfatter
- 1861, 22. oktober: Rudolph Striegler (1816-1876), kgl. hoffotograf
- 1861, 22. oktober: Vilhelm Christesen (1822-1899), guld- og sølvvarefabrikant
- 1862, 4. marts: Peter Emanuel Schmidt (1829-1893), hof- og arméinstrumentmager
- 1862, 8. april: Wilhelmina Neruda (1838-1911), tjekkisk violinist
- 1862, 10. november: Jules Delépierre (1820-?), fransk musiker
- 1862, 8. december: Abraham Lundquist (1817-1892), svensk musikhandler

### Under Kong Christian IX (1863-1906)
Ingenio et arti ikke uddelt.

### Under Kong Frederik VIII (1906-1912)
- 1907, 9. februar: Betty Nansen (1873-1943), skuespillerinde, teaterdirektør.[4]
- 1907, 21. april: Erika Wedekind (1869-1944), kgl. saksisk kammersangerinde
- 1907, 5. juli: Arthur Schulz (1873-1943), tysk billedhugger
- 1908, 1. januar: Nielsine Petersen (1853-1916), billedhugger
- 1908, 14. september: Emma Thomsen (1863-1910), skuespillerinde
- 1909, 31. oktober: Sara Jane Cahier (1875-1951), østrig-ungarsk kejserlig og kongelig hofoperasangerinde
- 1910, 31. august: Anna Bloch (1868-1953), skuespillerinde
- 1910, 14. november: Mathilde Mann (1859-1925), tysk oversætter
- 1910, 17. december: Oda Nielsen (1851-1936), skuespillerinde

### Under Kong Christian X (1912-1947)
- 1913, 22. januar: Anna Ancher (1859-1935), malerinde.[5]
- 1913, 10. maj: Johanne Dybwad (1867-1950), norsk skuespillerinde
- 1915, 19. april: Elisabeth Dons (1864-1942), operasangerinde
- 1915, 17. november: Anders de Wahl (1869-1956), svensk skuespiller
- 1916, 6. januar: Ellen Beck (1873-1953), kgl. kammersangerinde
- 1917, 21. maj: Emilie Ulrich (1872-1952), kgl. kammersangerinde
- 1918, 14. januar: Johanne Stockmarr (1869-1944), hofpianistinde
- 1918, 1. juni: Valborg Borchsenius (1872-1949), solodanserinde
- 1921, 6. september: Marie Leconte (1869-1947), fransk skuespillerinde
- 1922, 21. februar: Berta Morena (1878-1952), tysk operasangerinde
- 1922, 29. marts: Elna Jørgen-Jensen (1890-1969), solodanserinde (slettet som modtager 1946)[6]
- 1922, 23. september: Jonna Neiiendam (1872-1938), skuespillerinde
- 1922, 23. september: Bodil Ipsen (1889-1964), skuespillerinde
- 1922, 23. september: Tenna Kraft (1885-1954), kgl. kammersangerinde
- 1923, 3. december: Sigrid Neiiendam (1868-1955), skuespillerinde
- 1923, 26. marts: Agnes Adler (1865-1935), pianistinde
- 1923, 26. oktober: Adeline Genée-Isitt (1878-1970), solodanserinde
- 1924, 12. september: Dien Logeman (1864-1925), belgisk oversætter
- 1924, 25. september: Mathilde Nielsen (1858-1945), skuespillerinde
- 1925, 1. april: Anna Jacobsen (1857-1926), skuespillerinde
- 1926, 2. juni: Ida Møller (1872-1947), kgl. kammersangerinde
- 1926, 2. juni: Ingeborg Nørregaard Hansen (1874-1941), kgl. kammersangerinde
- 1926, 29. oktober: Paul Rung-Keller (1879-1966), organist, komponist
- 1927, 30. maj: Anna Pavlova (1882-1931), russisk balletdanserinde
- 1927, 17. november: Anne Marie Carl Nielsen (1863-1945), billedhugger.[7]
- 1928, 31. januar: Nanny Larsén-Todsen (1884-1982), svensk hofsangerinde
- 1928, 5. maj: Maria Jeritza (1887-1982), østrig-ungarsk kejserlig og kongelig kammersangerinde
- 1928, 11. maj: Gertrud Pålson-Wettergren (1897-1991), svensk operasangerinde
- 1929, 7. december: Gerda Christophersen (1870-1947), teaterdirektør
- 1931, 13. januar: Emmi Leisner (1886-1958), tysk kammersangerinde
- 1931, 9. maj: Pauline Brunius (1881-1954), svensk skuespillerinde
- 1931, 27. august: Clara Pontoppidan (1883-1975), skuespillerinde
- 1931, 14. oktober: Gabrielle Robinne (1886-1981), fransk skuespillerinde
- 1931, 14. oktober: Suzanne Devoyod (1867-1954), fransk skuespillerinde
- 1932, 29. februar: Elisabeth Schumann (1891-1952), tysk kammersangerinde
- 1932, 10. marts: Bergliot Ibsen (1869-1953), norsk koncertsangerinde
- 1932, 3. juni: Agnes Slott-Møller (1862-1937), malerinde
- 1933, 14. marts: Else Skouboe (1898-1950), skuespillerinde
- 1933, 10. maj: Britta Hertzberg (1901-1976), svensk operasangerinde
- 1933, 3. september: Jeanne-Louise Ternaux-Compans Hermite (1886-1958), fransk forfatterinde
- 1933, 18. oktober: Frieda Leider (1888-1975), tysk operasangerinde
- 1933, 30. november: Hans Hartvig Seedorff (1892-1986), forfatter
- 1933, 4. december: Poul Reumert (1883-1968), skuespiller
- 1934, 23. marts: Axel Juel (1883-1948), forfatter.[8]
- 1934, 4. maj: Karen Caspersen (1890-1941), skuespillerinde
- 1934, 29. maj: Ingeborg Steffensen (1888-1964), kgl. kammersangerinde
- 1934, 18. maj: Gyrithe Lemche (1866-1945), forfatterinde.[9]
- 1934, 26. juni: Helga Görlin (1900-1993), svensk operasangerinde
- 1934, 23. oktober: Kaja Eide Norena (1884-1968), norsk operasangerinde
- 1934, 2. december: Augusta Blad (1871-1953), skuespillerinde.[10]
- 1934, 2. december: Ulla Poulsen Skou (1905-2001), solodanserinde.[11]
- 1935, 30. januar: Gunna Breuning-Storm (1891-1966), kgl. hofviolonistinde
- 1935, 18. november: Carl Gandrup (1880-1936), forfatter.[12]
- 1936, 29. april: Tora Teje (1893-1970), svensk skuespillerinde
- 1936, 30. april: Hilda Borgström (1871-1953), svensk skuespillerinde
- 1936, 16. september: Agnes Lindh (1872-1952), finsk skuespillerinde
- 1936, 23. september: Lauritz Melchior (1890-1973), operasanger.[13]
- 1937, 24. maj: Agis Winding (1875-1943), skuespillerinde
- 1937, 14. juni: Lilly Lamprecht (1887-1976), kgl. kammersangerinde
- 1937, 25. oktober: Madeleine Bréville-Silvain (1909-?), fransk skuespillerinde
- 1938, 30. november: Else Højgaard (1906-1979), solodanserinde og skuespillerinde
- 1938, 30. november: Margot Lander (1910-1961), solodanserinde
- 1938, 30. november: Henrik Bentzon (1895-1971), skuespiller
- 1939, 30. januar: Johannes Buchholtz (1882-1940), forfatter
- 1939, 17. november: Ellen Jørgensen (1877-1948), historiker
- 1939, 1. december: Karin Nellemose (1905-1993), skuespillerinde
- 1939, 18. december: Robert Storm Petersen (1882-1949), tegner og forfatter
- 1940, 12. november: Charlotte Wiehe-Berény (1865-1947), skuespillerinde
- 1941, 25. februar: Valfrid Palmgren Munch-Petersen (1877-1967), filolog
- 1941, 2. december: Anna Borg (1903-1963), skuespillerinde
- 1942, 1. december: Else Schøtt (1895-1989), kgl. kammersangerinde

### Under Kong Frederik IX (1947-1972)
- 1947, 27. september: Henrik Lund (1875-1948), forfatter.[14]
- 1947, 27. september: Evelyn Heepe (1880-1955), recitatrice
- 1947, 14. november: Herluf Jensenius (1888-1966), tegner.[15]
- 1948, 5. januar: Mogens Wöldike (1897-1988), organist, dirigent.[16]
- 1948, 14. december: Kaare Borchsenius (1874-1960), overregissør.[17]
- 1949, 21. januar: Edith Rode (1879-1956), forfatterinde
- 1949, 21. januar: Albert Høeberg (1879-1949), kgl. kammersanger.[18]
- 1949, 5. juni: Hans Beck (1861-1952), balletmester
- 1950, 14. januar: Henrik Malberg (1873-1958), skuespiller
- 1950, 6. marts: Robert Neiiendam (1880-1960), teaterhistoriker.[19]
- 1950, 25. september: Karen Blixen (1885-1962), forfatterinde
- 1950, 3. december: Ellen Gottschalch (1894-1981), skuespillerinde
- 1951, 27. april: Béatrice Bretty (1893-1982), fransk skuespillerinde
- 1951, 17. juni: Jacob Paludan (1896-1975), forfatter
- 1951, 25. oktober: Thorkild Roose (1874-1961), skuespiller
- 1951, 3. december: Bodil Kjer (1917-2003), skuespillerinde
- 1951, 3. december: Gerda Karstens (1903-1988), solodanserinde
- 1952, 13. juli: Jonathan Petersen (1881-1961), forfatter, komponist.[20]
- 1952, 26. september: Thomas Jensen (1898-1963), kapelmester
- 1953, 24. november: Else Brems (1908-1995), kgl. kammersangerinde
- 1954, 9. februar: Poul Wiedemann (1890-1969), kgl. kammersanger.[21]
- 1954, 10. maj: Erik Henning-Jensen (1887-1954), teaterdirektør.[22]
- 1955, 26. januar: Paul Bergsøe (1872-1963), kemiker, forfatter
- 1955, 24. marts: Jean Hersholt (1886-1956), dansk-amerikansk skuespiller
- 1955, 26. marts: Margaret Rutherford (1892-1972), britisk skuespillerinde
- 1955, 16. september: Johannes Meyer (1884-1972), skuespiller
- 1956, 3. december: Holger Byrding (1891-1980), kgl. kammersanger
- 1961, 23. juli: Sam Besekow (1911-2001), sceneinstruktør.[23]
- 1963, 25. juni: Carl Th. Dreyer (1889-1968), filminstruktør
- 1964, 9. marts: Victor Schiøler (1899-1967), pianist
- 1966, 8. juni: Julius Bomholt (1896-1969), kulturpolitiker
- 1969, 26. september: Harald Lander (1905-1971), balletmester
- 1969, 3. december: Einar Nørby (1896-1983), kgl. kammersanger
- 1970, 1. december: Svend Thorsen (1895-1971), forfatter.[24]
- 1971, 5. juli: Carl Erik Soya (1896-1983), forfatter.[25]
- 1971, 3. december: Elith Pio (1887-1983), skuespiller.[26]

### Under Dronning Margrethe II (1972-2024)
- 1972, 15. september: Christian Elling (1901-1974), kunsthistoriker
- 1972, 3. december: John Price (1913-1996), skuespiller og sceneinstruktør
- 1973, 5. januar: Hans Bendix (1898-1984), tegner
- 1973, 23. maj: Birgit Nilsson (1918-2005), svensk operasangerinde
- 1974, 3. december: Torben Anton Svendsen (1904-1980), sceneinstruktør
- 1978, 1. november: P.V. Glob (1911-1985), rigsantikvar, professor, dr. phil.
- 1981, 27. februar: William Heinesen (1900-1991), forfatter
- 1985, 11. december: Piet Hein (1905-1996), forfatter
- 1986, 12. september: Martha Graham (1894-1991), amerikansk koreograf
- 1986, 9. december: Knud W. Jensen (1916-2000), museumsdirektør.[27]
- 1989, 13. februar: F.J. Billeskov Jansen (1907-2002), litteraturhistoriker.[28]
- 1990, 16. april: Erik Fischer (1920-2011), kunsthistoriker.[29]
- 1992, 4. juni: Olaf Olsen (1928-2015), rigsantikvar, professor, dr. phil.
- 1994, 3. december: Niels Bjørn Larsen (1913-2003), instruktør, solodanser
- 1995, 30. august: Francesco Cristofoli (1932-2004), operachef, dirigent
- 1998, 3. december: Jørgen Reenberg (1927-2023), skuespiller
- 1999, 8. oktober: Bjørn Nørgaard (f. 1947), professor, billedkunstner
- 2001: Kirsten Simone (f. 1934), solodanserinde
- 2001: Per Kirkeby (1938-2018), professor, billedkunstner, forfatter
- 2006: Ghita Nørby (f. 1935), skuespillerinde
- 2011: Kasper Holten (f. 1973), Teaterchef for Det Kongelige Teater, sceneinstruktør
- 2013: Hans Edvard Nørregård-Nielsen (1945-2023), kunsthistoriker
- 2020, 24. november: Lars Liebst (f. 1956), fhv. administrerende direktør for Tivoli A/S
- 2021, 19. maj: John Neumeier (f. 1939), balletchef